# Berendrecht

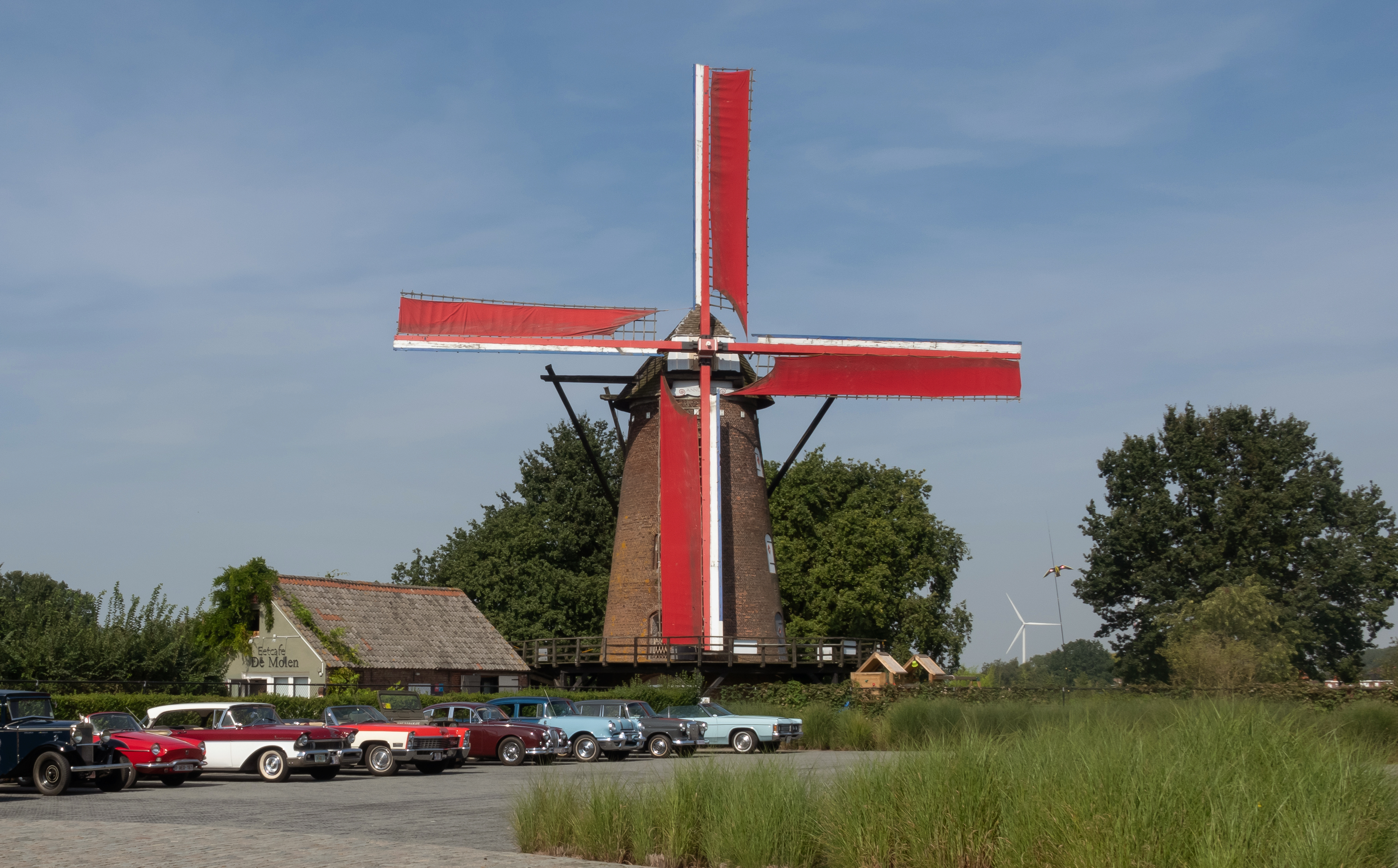
Berendrecht, el molino: el Buitenmolen

Berendrecht es una población de la provincia de Amberes, en Bélgica, y que forma parte de un distrito de Amberes llamado Berendrecht- Zandvliet-Lillo, en la frontera con los Países Bajos.
Se localiza en la desembocadura del río Escalda y en la entrada al puerto de Amberes. Las esclusas de Berendrecht son las más largas del mundo. Dan entrada al puerto de Amberes, el segundo más grande de Europa (después de Róterdam), y cuarto del Mundo.

## Etimología
Su nombre viene a significar “dique del oso”, según el dialecto vernáculo, o bien “dique del hombre llamado Oso”, o “vía por las marismas”. Sin embargo, la palabra drecht o tricht significa “trayecto” (del latín trajectus), y ber o bere, en indo-europeo, significa “presa”, “dique” o “defensa frente al agua”: el resultado sería algo así como “vía que cruza el dique”.

## Historia
Berendrecht es una vieja parroquia que ya aparece citada en 1184 y 1212 como propiedad de Godfried II van Schoten, o Godofredo II van Schoten (1165-1215), segundo señor de Breda. Por su parte Lillo, actualmente unida a Berendrecht y a Zandvliet, fue reconocida como señorío en 1364 por Luis, Conde de Flandes, a Sir Franko -o Francis- van Halen, señor de Halen y barón de Perwez, noble flamenco que había sido enviado a la Corte del Rey Eduardo III de Inglaterra y nombrado por éste caballero de la Orden de la Jarretera en 1359.
La historia de Berendrecht está íntimamente ligada a la lucha frente al agua. Durante siglos los constructores de diques ha luchado con todos los recursos disponibles para proteger a los habitantes contra la agresión del mar. El pueblo se desbordó en muchas ocasiones, devastándolo parcialmente varias veces (siglos XIII, XIV, XVI y XVII). En particular, en el año 1328, la población fue engullida por el agua, por lo que el pueblo se trasladó a tierras más altas, a terrenos cedidos por el municipio vecino de Zandvliet. Más recientemente, en febrero de 1953, se inundó por última vez.
Debido a su pertenencia a la herencia borgoñesa, entre otros aspectos, el pueblo se localizó en el núcleo de las Guerras de Flandes, entre los insurgentes protestantes holandeses y la Corona de España allá por los siglos XVI y XVII. En dichas guerras, al igual que en otras más recientes (como en la Segunda Guerra Mundial, donde fue una línea de defensa antitanque construida para defender Amberes), cualquier bando utilizaba las inundaciones como táctica militar. En este caso, para atacar las plazas de Lillo, Frederik y Zandvliet, se utilizó este método.
En el siglo XV se fundó el “Monnikenhof”. Se trata de un edificio de viviendas con patios y estanques, de un diseño y características excelentes para la época. Perteneció a los abades y señores de la Abadía de San Miguel de Amberes. Actualmente, este edificio se encuentra localizado en el distrito de Viswater.
En el año 1958, los municipios de Berendrecht, Lillo y Zandvliet  se unieron a Amberes. El pólder de la zona fue expropiado para la ampliación del puerto de Amberes. Más tarde, en el 2000, las tres poblaciones se unieron entre sí para formar un solo distrito dentro de Amberes, el actual Berendrecht- Zandvliet-Lillo.

## Otros aspectos de interés
El ciclista belga Frans Brands (1940 – 2008), activo hasta finales de los años 1960, nació en esta población.
- Datos: Q2590292
- Multimedia: Berendrecht-Zandvliet-Lillo / Q2590292